# Fuerza de San Andrés
Fuerza de San Andrés es una de dos fortificaciones españolas del siglo XVII conocidas como «los fuertes gemelos de Romblón», ubicados en el municipio de Romblón, el la provincia e isla homónima, Filipinas. Junto al fuerte Fuerza de Santiago, y un tercer fuerte en la vecina isla de Bantón, Fuerza de San José, forman parte del antiguo sistema de fortificaciones de Romblón, instaurado por Agustín de San Pedro con el fin de defenderse de los ataques que a menudo asolaban las costas del archipiélago, desde incursiones moras (y antes malayas) a ataques de corsarios neerlandeses en plena guerra de los Ochenta Años.
El fuerte fue declarado en 2013 Tesoro Cultural Nacional por la Comisión Nacional para la Cultura y las Artes (NCAA), en la categoría de Lugares Protegidos de Romblón, junto con los puentes coloniales de la ciudad, la catedral de San José y la fuente monumental Triada de Aguas. En la actualidad está protegido y gestionado por el Museo Nacional de Filipinas.

## Descripción
Las fortificaciones gemelas se erigieron sobre dos elevaciones contiguas al norte del núcleo urbano, llamados El Calvario y San Antonio, con vistas a la villa de Romblón y su puerto natural; fueron construidas por aldeanos de la isla bajo supervisión los frailes agustinos filipinos utilizando piedra de coral y caliza, dos materiales que abundan en esta región. Tras concluirse los trabajos en 1650, se les dedicó los nombres de Fuerza de Santiago y Fuerza de San Andrés, en honor a Santiago el Mayor y Andrés el Apóstol respectivamente.
De los dos fuertes, actualmente solo queda en pie el Fuerza de San Andrés, una fortificación cuadrilátera de 290 m² de superficie con cuatro torres esquineras. Cada uno de los muros y de las torres alberga un parapeto con tres troneras, adaptadas para el tipo de cañones que se usaban en fortificaciones de la época. En el centro del fuerte se han conservado las cuatro columnas de piedra que servían de soporte para un techo de paja, que cubría la parte de la fortificación más cercana a la bahía. En el muro sur hay una puerta de madera que habría servido de entrada principal.

Actualmente, el fuerte es accesible a través de una escalera de piedra que sube desde la calle que lleva su nombre, y que lo conecta con una de las principales carreteras al norte del núcleo urbano.

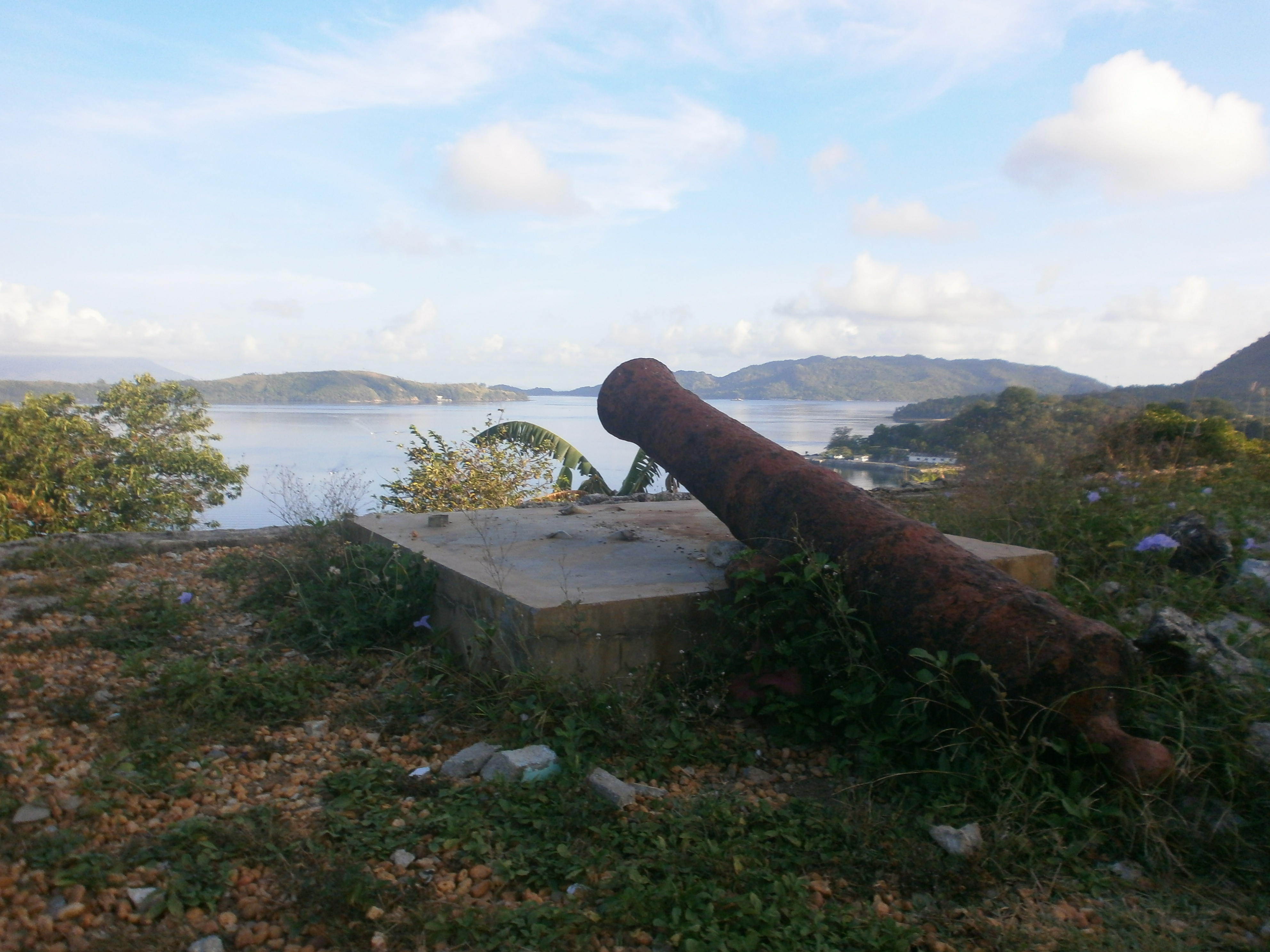
Uno de los cañones de la época colonial aún preservados en el fuerte.

### Fuerza de Santiago
A diferencia del Fuerza de San Andrés, los cimientos del Fuerza de Santiago están completamente cubiertos por la vegetación silvestre del lugar; se han trazado planes para su recuperación, de momento sin realizarse debido al mal estado de las ruinas.

## Historia
En 1569, los colonizadores españoles llegaron a Romblón liderados por el conquistador Martín de Goiti, quien fue enviado por Miguel López de Legazpi para explorar el este y norte de la región de Bisayas y las islas del mar de Sibuyán. Poco después, el archipiélago (ubicado en el centro del archipiélago filipino) fue organizado en tres encomiendas, que serían administradas desde la villa de Arévalo. En 1582, el militar y cronista español Miguel de Loarca visitó Romblón y realizó el primer censo de las islas. En 1635, los misioneros agustinos recoletos llegaron a la isla para establecer misiones (las llamadas «misiones agustinianas») y fundar los primeros asentamientos cristianos, ayudando en el proceso a las autoridades españolas a establecer el orden en las islas. Con la participación de España en la guerra de los Ochenta Años a partir de 1568, estas misiones y villas pronto se volverían vulnerables ante actos de piratería por parte de buques neerlandeses (más concretamente, de la Compañía Neerlandesa de las Indias Orientales). En un ataque en 1646, los holandeses saquearon y destruyeron la villa de Romblón, que también era objetivo frecuente de los piratas musulmanes del sur Mindanao (especialmente de Sultán Kudarat), quienes en 1565 habían declarado la guerra a la Corona española en sus dominios del pacífico sur.

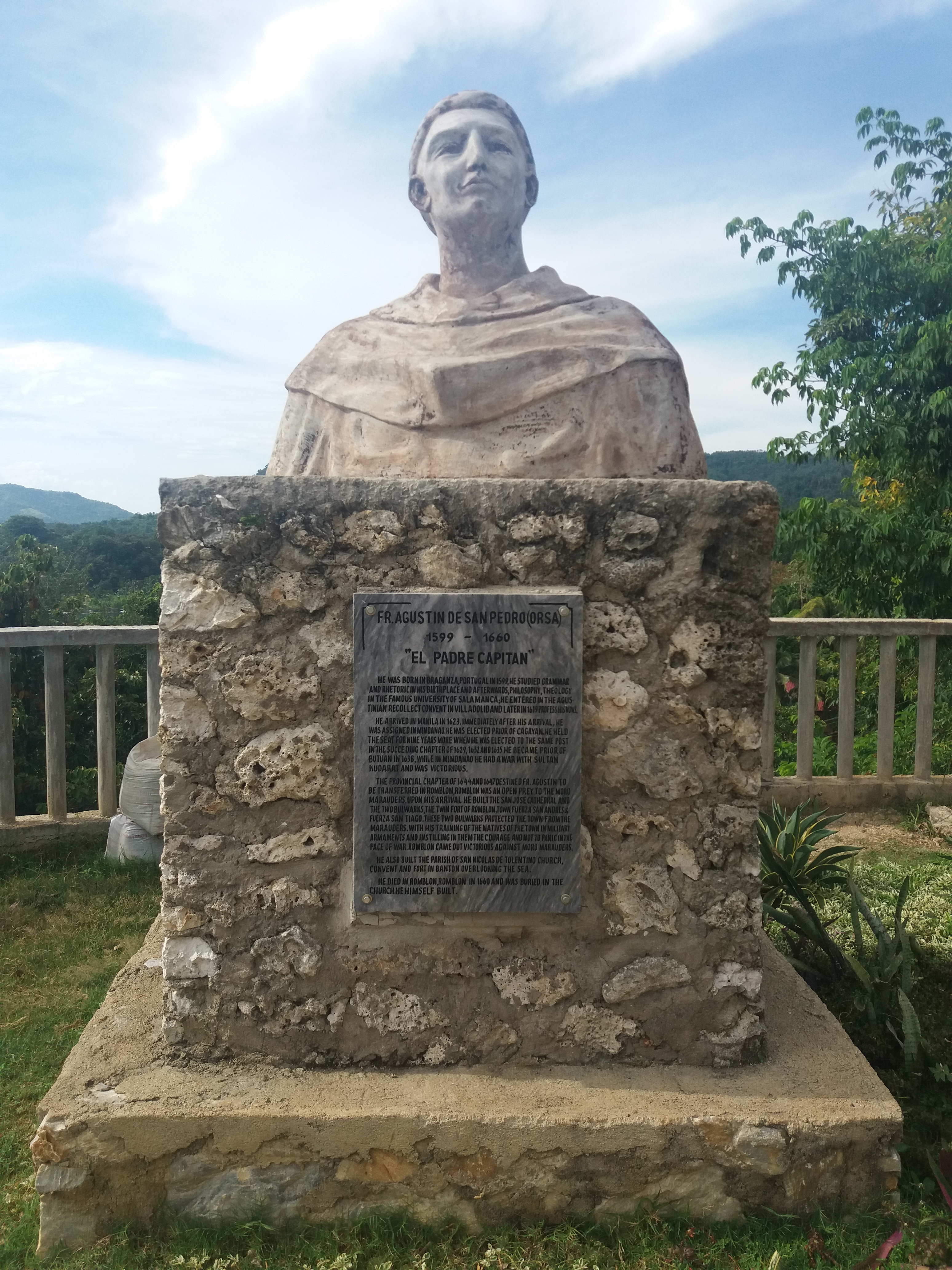
En F. San Andrés está el monumento a Agustin de San Pedro, artífice de las defensas de Romblón.

Con el fin de proteger sus asentamientos y puestos de avanzada, las autoridades españolas ordenaron la construcción de fortificaciones y torres de vigilancia por todo el territorio. En 1644, Agustín de San Pedro, apodado el Padre Capitán —un fraile agustino portugués al servicio de la Corona española y héroe de las guerras contra los moros— fue enviado a Romblón desde Cagayán de Oro (al norte de Mindanao) para encargarse de la fortificación de la isla e islas menores de la región. San Pedro, quien había sido el artífice de la catedral de San Agustín en su tierra natal, procedió a la construcción de una serie de defensas, incluidos los fuertes gemelos, el mencionado fuerte de Bantón, una iglesia fortaleza (la actual catedral de San José) con su torre campanario y otra iglesia en Bantón con un convento, en el corazón del mencionado fuerte que le dota de una muralla defensiva.

## Galería

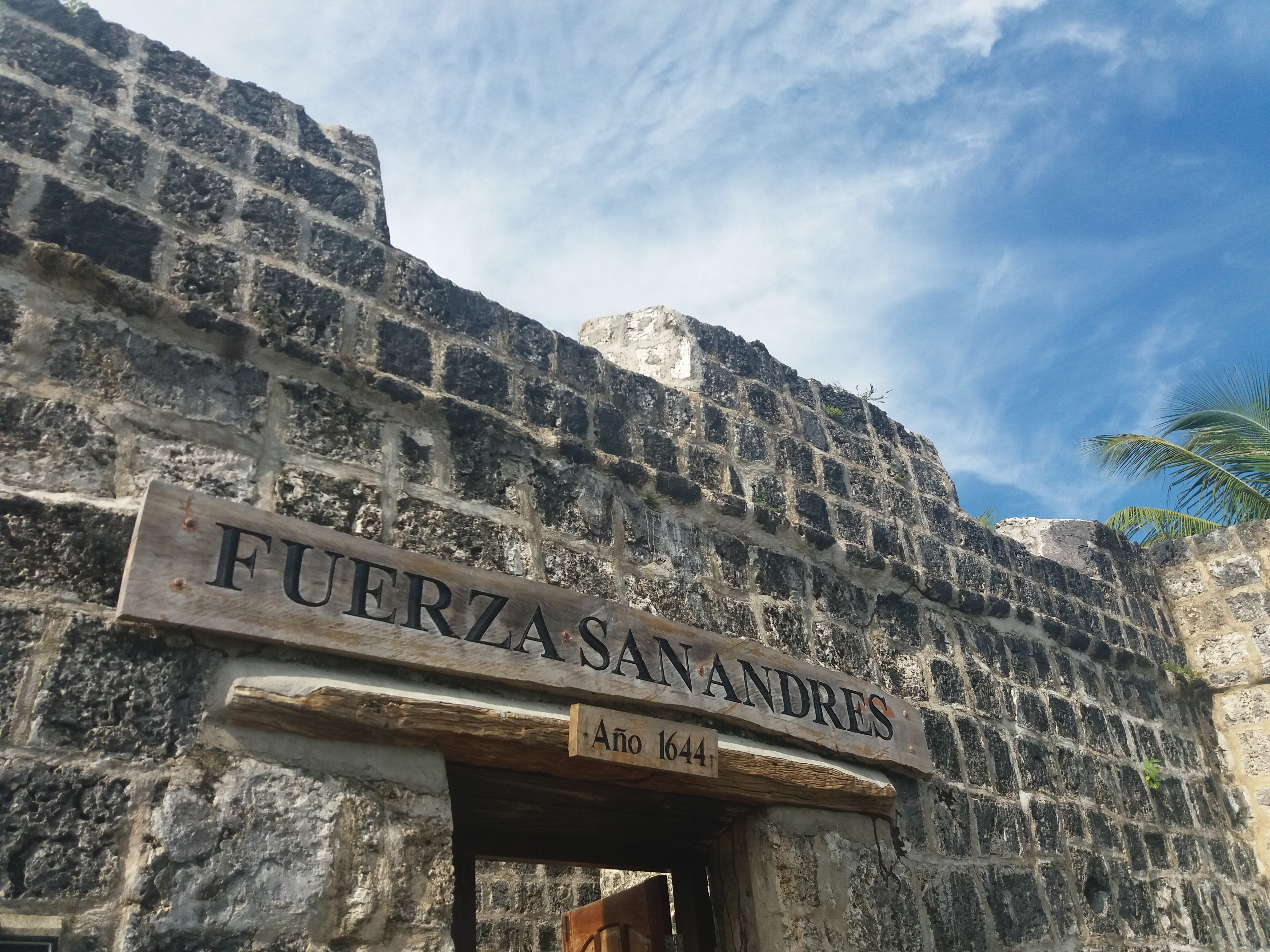
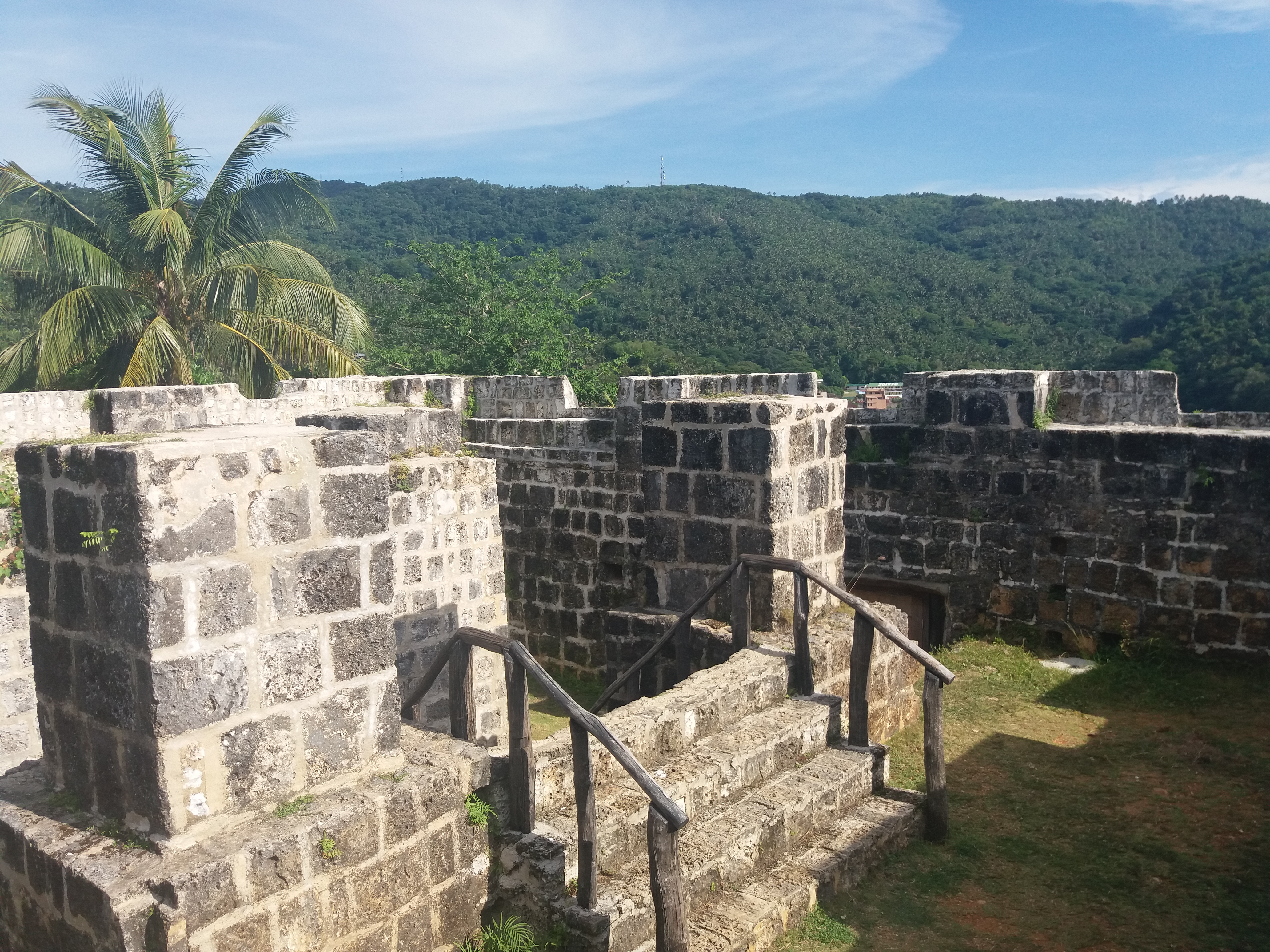
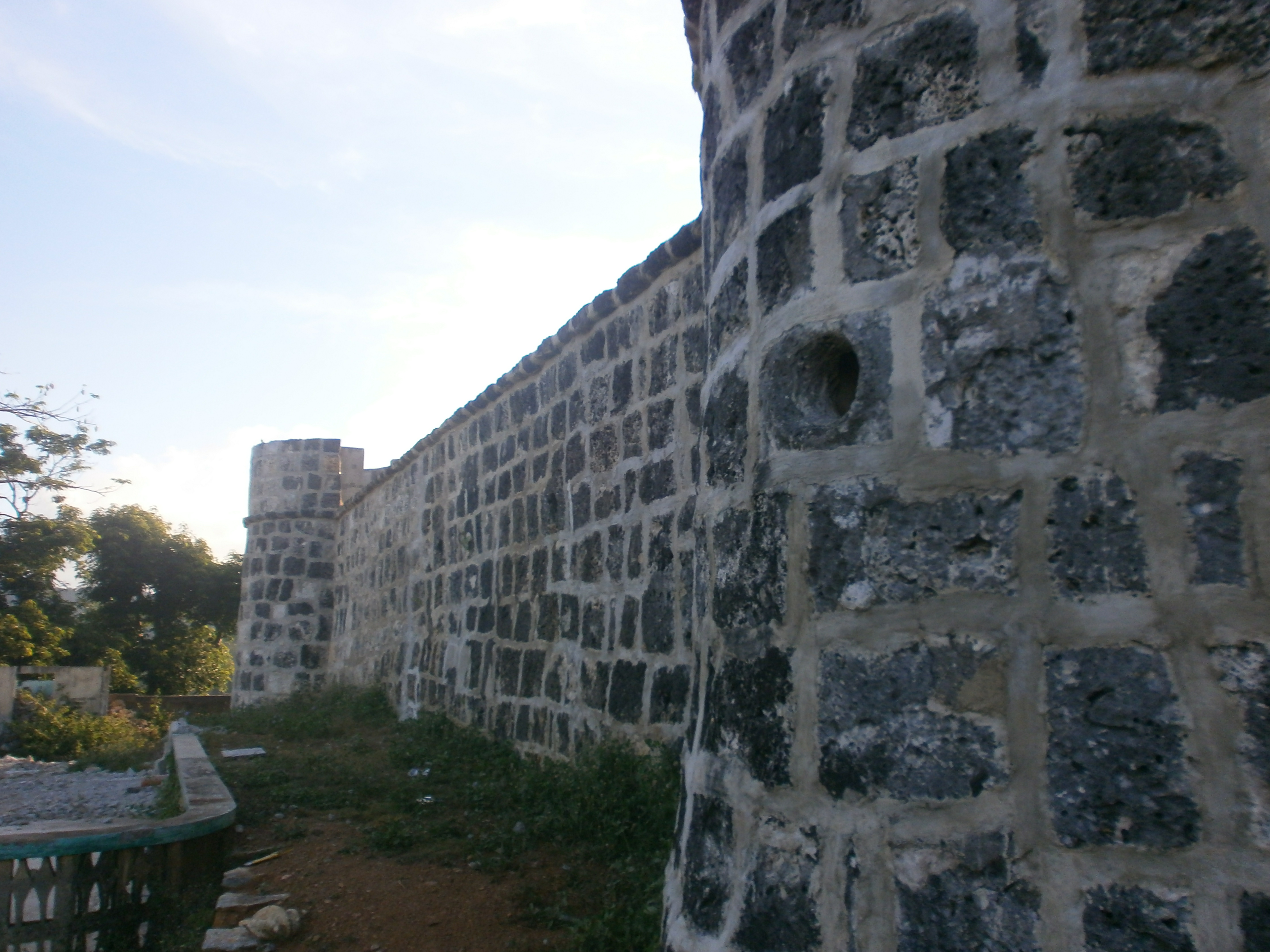
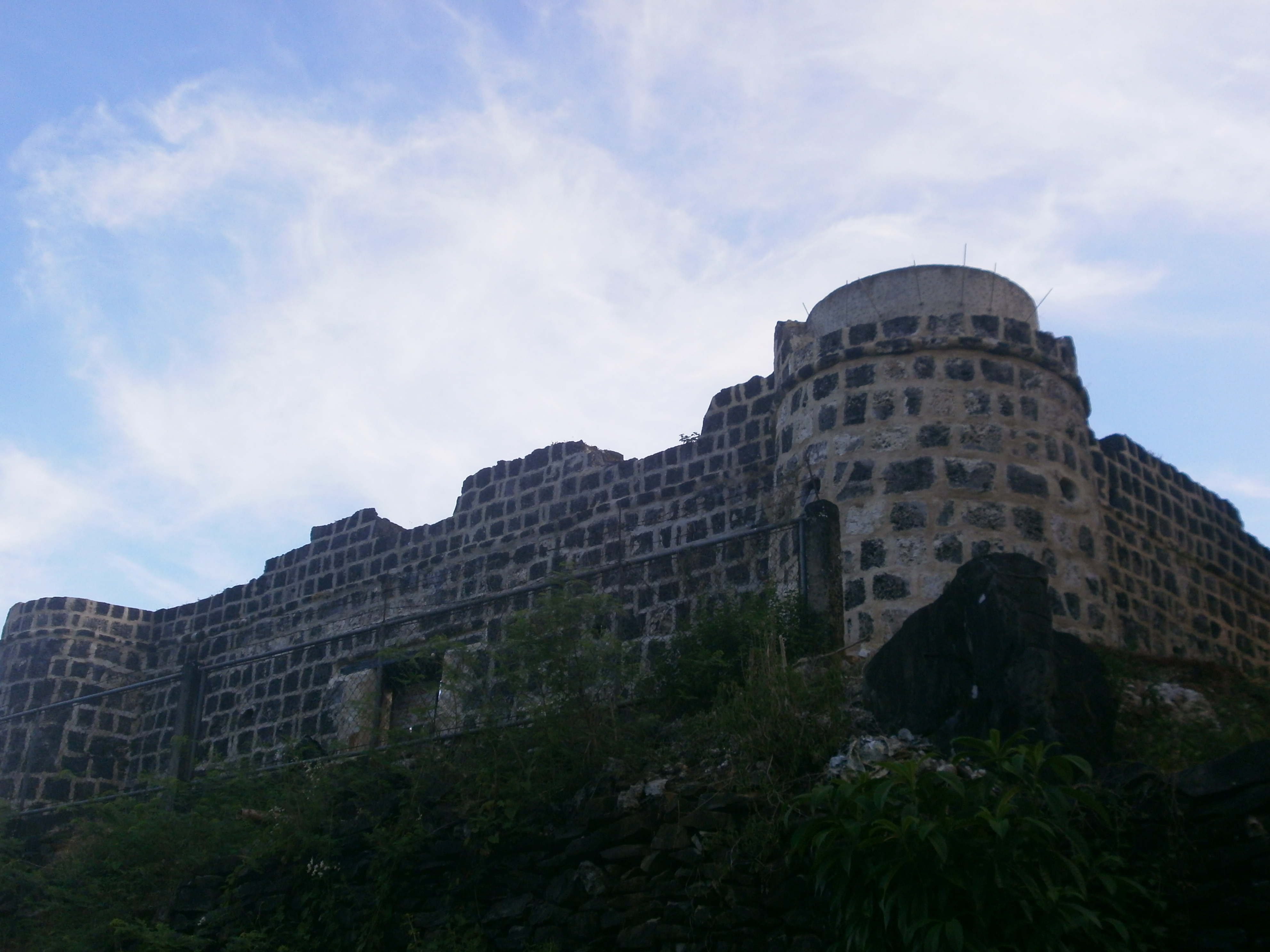

## Restauración
En 2012, antes de su designación como Tesoro Cultural Nacional, el fuerte fue objeto de una extensa restauración realizada por la NCAA, que incluyó la reconstrucción y sustitución de la piedra de coral faltante en las paredes interiores y exteriores, la extracción de la gran masa de tierra que había ocupado el interior de la estructura durante siglos, el refuerzo de los cimientos de los muros, la rehabilitación de dos de las torres que estaban en mal estado, el reforzamiento de la parte superior del fuerte y de los muros de escollera perimetrales para evitar la erosión del suelo, y la instalación de un sistema de drenaje.
Las obras fueron costeadas por la NCAA con una inversión de dos millones de dólares, y contaban con el apoyo de las autoridades locales y asociaciones afines.